# Live at the Lyceum, London
Live at the Lyceum, London, registrato live nel 1984 e pubblicato nel 1985, è il primo video della band heavy metal W.A.S.P. È stato messo in commercio in VHS.

## Contenuti
1. On your knees
2. The flame
3. Hellion
4. L.O.V.E. machine
5. Sleeping (In the fire)
6. Tormentor
7. School daze
8. The torture never stops
9. I wanna be somebody
10. Animal (F... like a beast)